# بيدن باول (سياسي)
بيدن باول هو سياسي أسترالي، ولد في 13 مارس 1900 في ماونتن آش ‏ في المملكة المتحدة، وتوفي في 25 نوفمبر 1955 في ولونغونغ في أستراليا. نشط حزبياً في حزب العمال الأسترالي. وقد انتخب عضو الجمعية التشريعية لنيو ساوث ويلز ‏.